# Ibsenmuseet
Ibsenmuseet är ett litterärt museum till diktaren Henrik Ibsens minne, beläget på hörnet Henrik Ibsens gate 26 och Arbins gate 1 i Oslo.
Henrik Ibsens sista bostad, där han bodde de sista elva åren av sitt liv, är bevarad och utgör en viktig del av Ibsenmuseet, som grundades 1990 på initiativ från skådespelaren Knut Wigert.

## Historik
År 1895 uppfördes högst uppe på Arbins løkka en hörnfastighet ritad av arkitekt Herman Major Backer. Henrik Ibsen, som sedan 1891 hade bott på Victoria Terrasse i närheten, hyrde in sig och inredde den stora lägenheten (355 m²) på andra våningen i det nybyggda huset. Han flyttade in i oktober 1895, och hustrun Suzannah kom hem från Tyskland något senare. Båda bodde här till sin död, han till 1906, hon till 1914.
Då Ibsen hösten 1891 beslutade att stanna kvar i Kristiania (Oslo), efter 27 år i utlandet, köpte han också egna möbler. Vid flyttningen till Arbins gate blev interiören medflyttad.
Redan 1914, vid Suzannah Ibsens död, började man diskutera att bevara bostaden, men museiplanerna mötte starkt motstånd bl.a. från kollegan Knut Hamsun, och interiören spreds till Oslo, Grimstad och Skien, medan resten blev kvar i familjens ägo. Det skulle nu dröja ända fram till 1990 innan det lyckades, på skådespelare Knut Wigerts initiativ, att få disponera lokalen och inrätta ett Ibsenmuseum i huvudstaden.

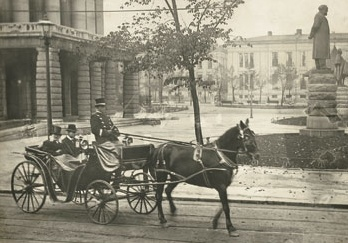
Henrik Ibsen (till vänster i vagnen) framför Nationaltheatret i Oslo med Stephan Sindings Ibsenstaty i bakgrunden. Foto: Narve Skarpmoen.

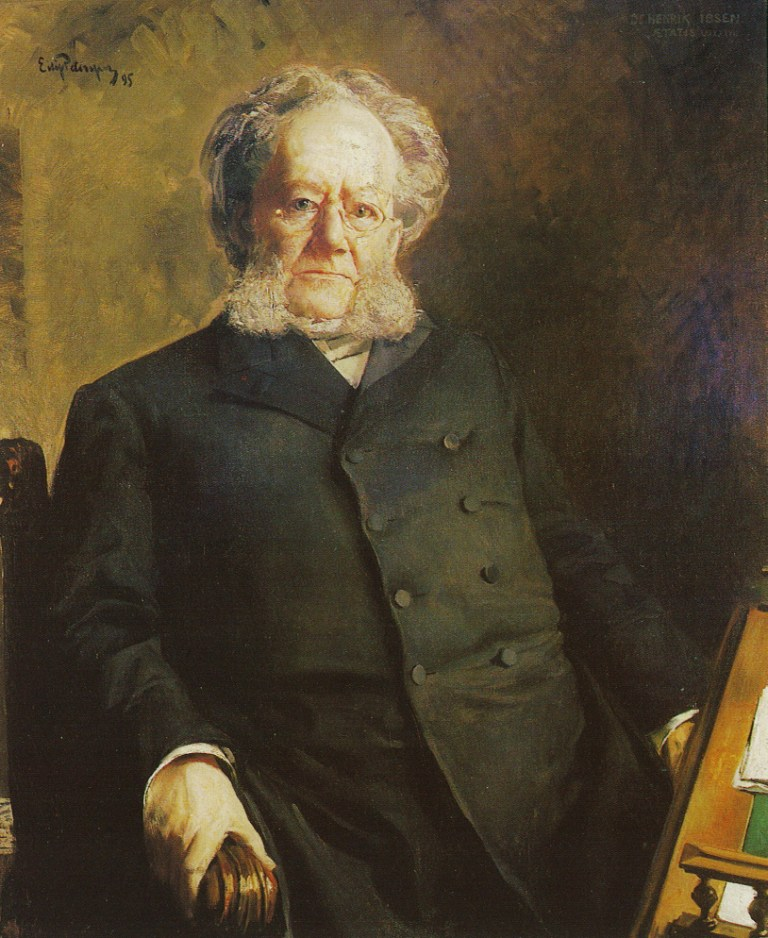
Henrik Ibsen, oljemålning av Eilif Peterssen 1895.

## Museum och utställningar
Efter en genomgripande rekonstruktion och restaurerande av bostaden från februari 2005 till 23 maj 2006, kunde museet återinvigas med hemmet fullt möblerat på hundraårsdagen av diktarens död. Här är arbetsrummet med skrivbord, målerier och hela inredningen, biblioteket med bokhyllorna och boksamlingen, badrum, sovrummen med det mesta av föremålen till Henrik Ibsens rum, medan Suzannahs rum till en stor del saknas, matsal, röda och blå salarna med ett piano som man inte fick lov att spela på eftersom diktaren själv sade han blev nervös av musik.
Basutställningen «Henrik Ibsen - tvärt emot / Henrik Ibsen - on the contrary» i intilliggande våningen på första och andra planet, ägnas båda till liv och författarskap, och ger en bild av komplexiteten i Ibsens dramatik. Utställningen presenterar honom som diktare, teaterman, illustratör, tecknare och målare, men också som människa. Till det biografiska materialet finns en samling personliga föremål, karikatyrer och målade porträtt.
Museibutiken är med sitt urval av boktitlar den största bokhandeln i branschen vad gäller litteratur av och om Ibsen. Här arrangeras årligen också tillfälliga utställningar.
En viktig del av den utåtriktade verksamheten är teaterföreställningarna och föreläsningarna i den intima teatermiljön på vinden. Här finns också forskarbibliotek, konferenssal, ett ständigt växande arkiv och tjänsterum.
Ibsenmuseet är konsoliderat med Norsk Folkemuseum.

## Galleri

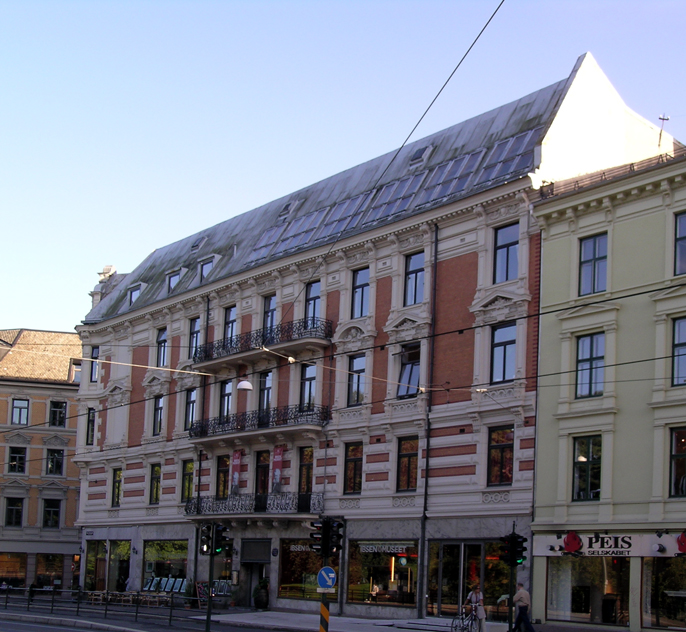
Den stora hörnfastigheten Arbins gate 1 och Henrik Ibsens gate 24-26.
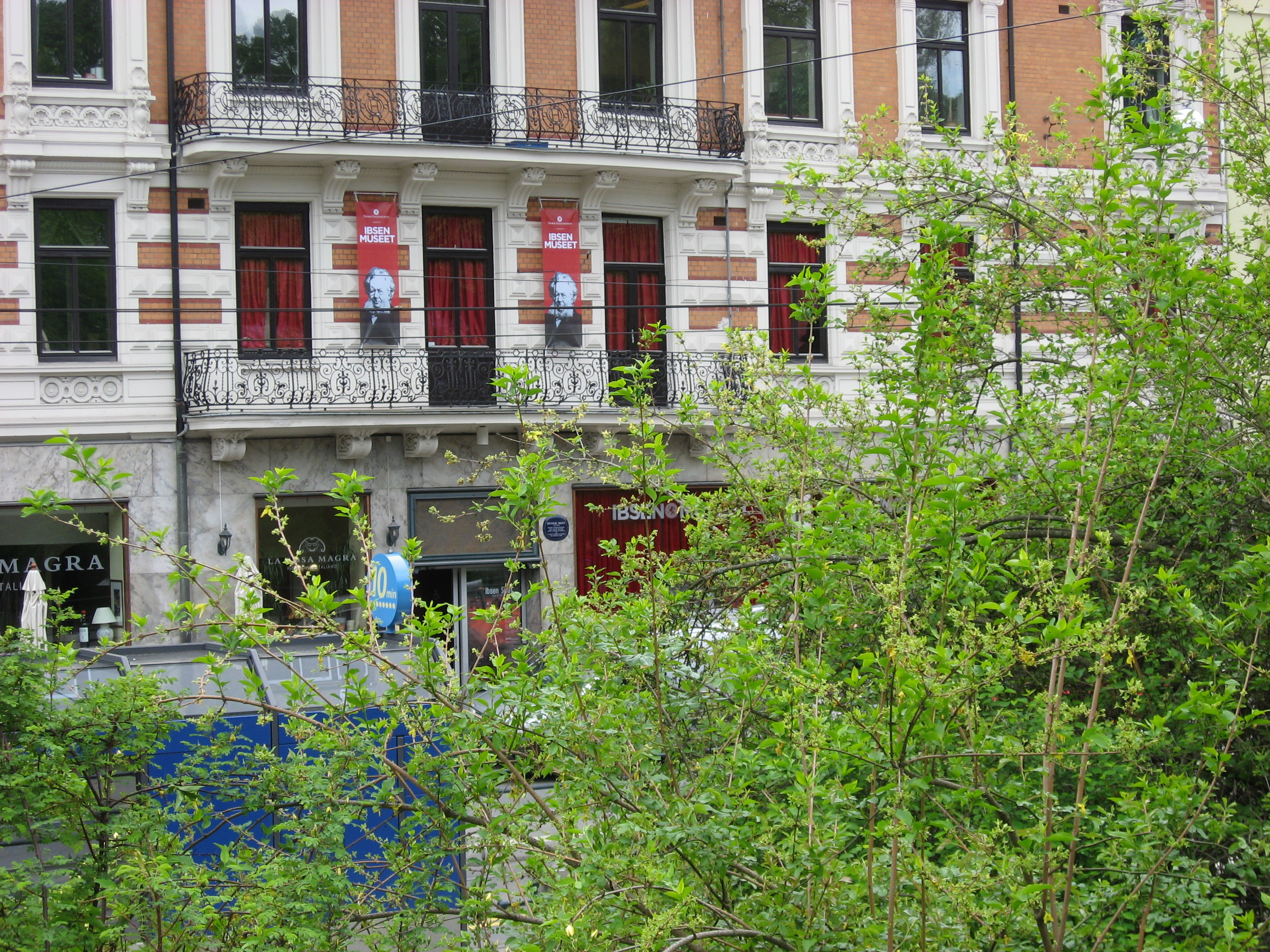
Ibsenmuseet sett från entrén till Henrik Ibsens gate 26. Ibsen bodde här från 1895 till sin död 1906.
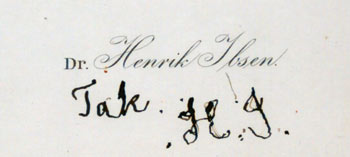
Läkaren dr. med. Edvard Bull bad Ibsen driva skrivövning efter hjärnslagen och mottog diktarens tack.
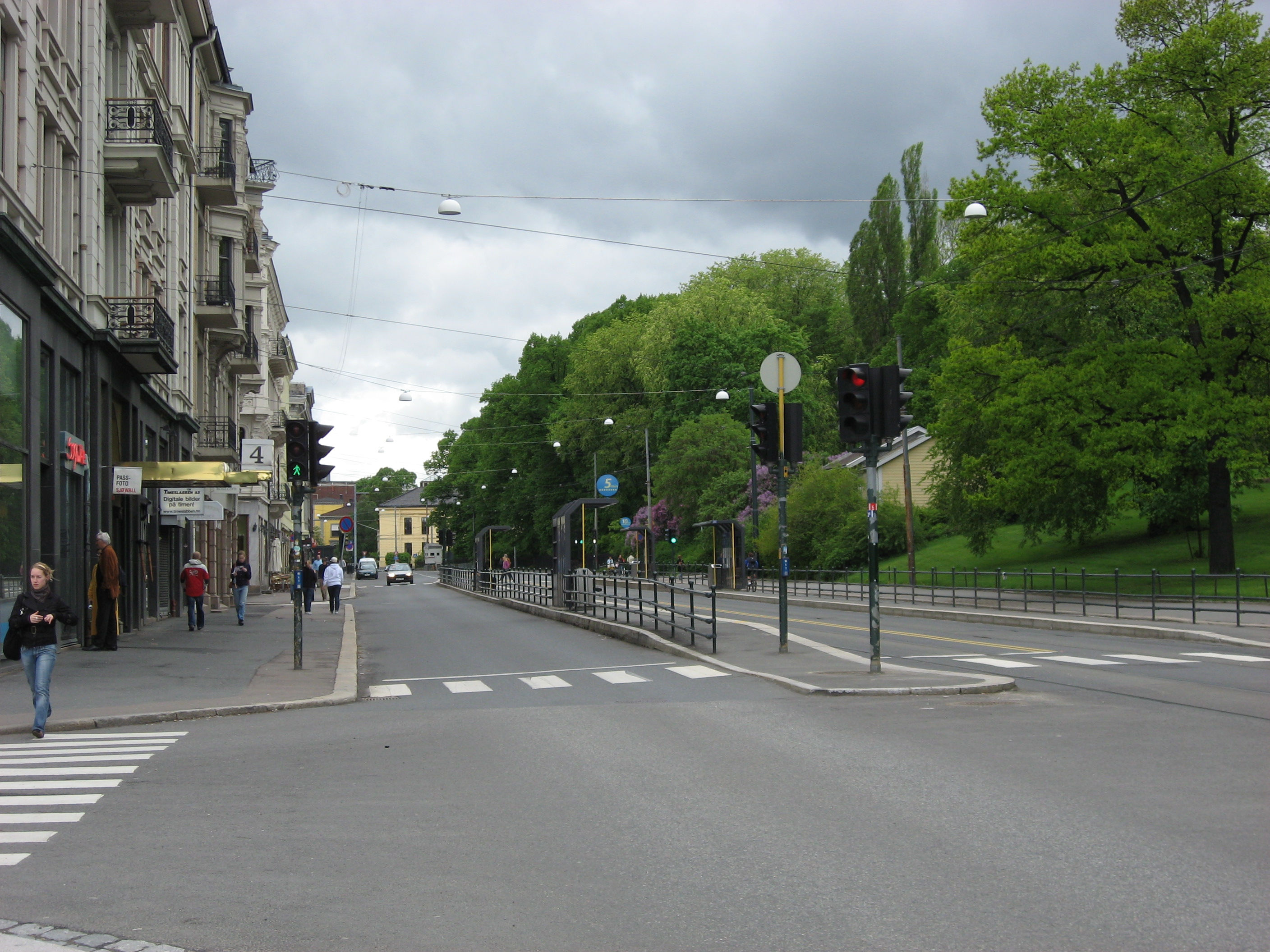
Henrik Ibsens gate i riktning museet (på vänster sida) och Kungliga slottet (till höger). Bilden är tagen från hörnet vid Kronprinsens gate.